# 环球人物
《环球人物》创刊于2006年，是中国大陆新闻类半月刊，编辑部位于北京市。此刊物由人民日报社主管主办。
《环球人物》在2018年被中华人民共和国国家新闻出版广电总局新闻报刊司评为2017年全国“百强报刊”。
环球人物杂志自2018年2月16日起，每个月在杂志最后一页开设“王源说”专栏，由联合国儿童基金会大使、歌手、演员王源所撰写。2024年1月16日，该专栏推出第72期文章，其后暂停专栏文章发表。王源是该杂志创刊以来撰稿最久的专栏作家。